# Gare de Kerhostin
La gare de Kerhostin est une gare ferroviaire française de la ligne d'Auray à Quiberon, située au village de Kerhostin sur la commune de Saint-Pierre-Quiberon, dans le département du Morbihan en région Bretagne.
C'est un simple point d'arrêt lorsqu'il est mis en service en 1892 par la Compagnie du chemin de fer de Paris à Orléans (PO). 
C'est une halte voyageurs de la Société nationale des chemins de fer français (SNCF) desservie, uniquement pendant la saison d'été, par le « Tire-Bouchon » qui est un train TER Bretagne.

## Situation ferroviaire
Établie à 10 mètres d'altitude, La gare de Kerhostin est située au point kilométrique (PK) 606,137 de la ligne d'Auray à Quiberon, entre la halte de L'Isthme et la gare de Saint-Pierre-Quiberon.

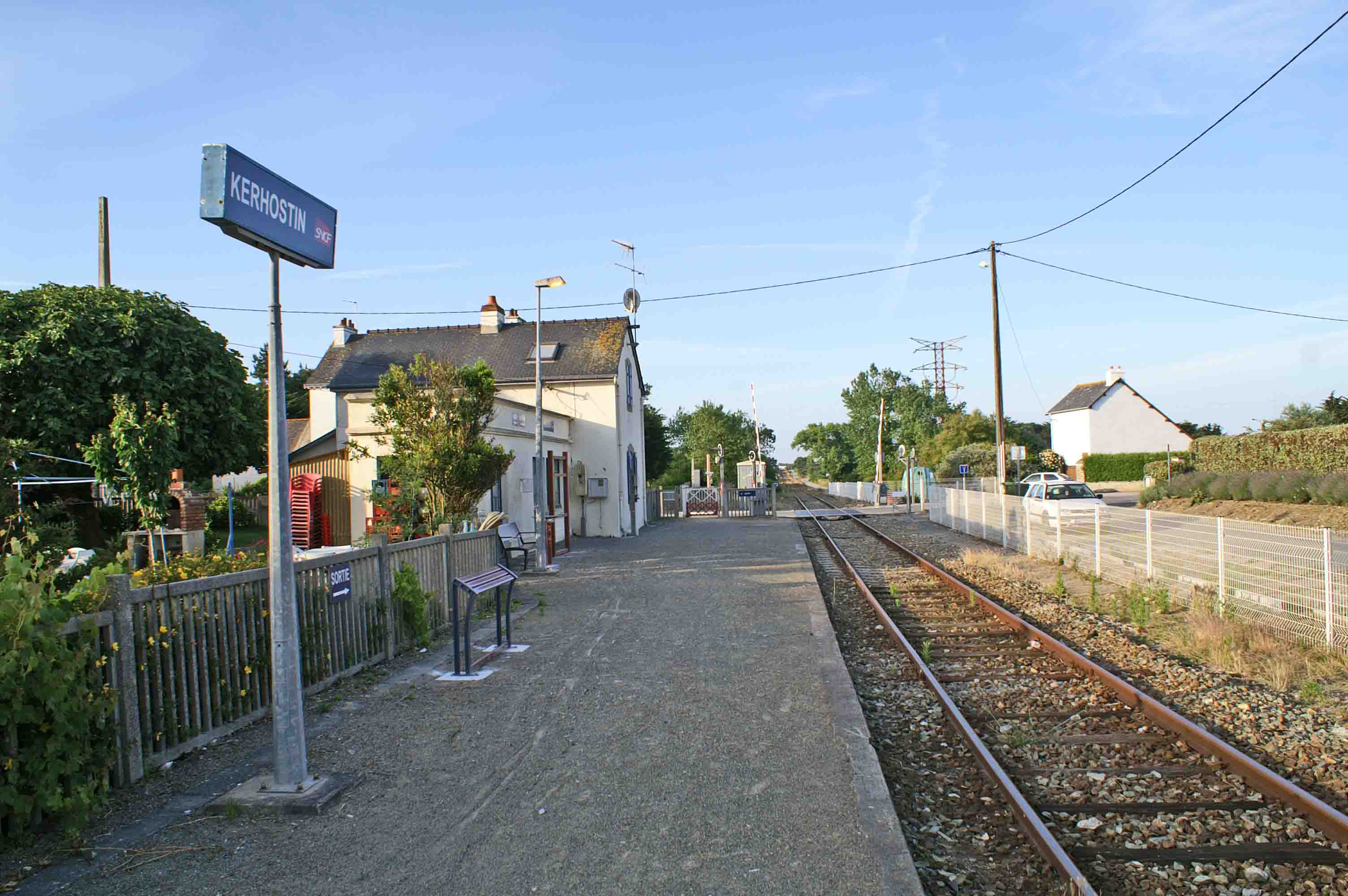
Voie, quai et ancien bâtiment voyageurs de la halte.

Située sur une ligne à voie unique elle dispose d'un quai accessible à partir du passage à niveau (voir photo).

## Histoire
En 1878, l'avant-projet de la ligne d'Auray à Quiberon, proposée d'Utilité publique par le gouvernement, prévoit quatre arrêts dont une halte à « Kerhostein ».

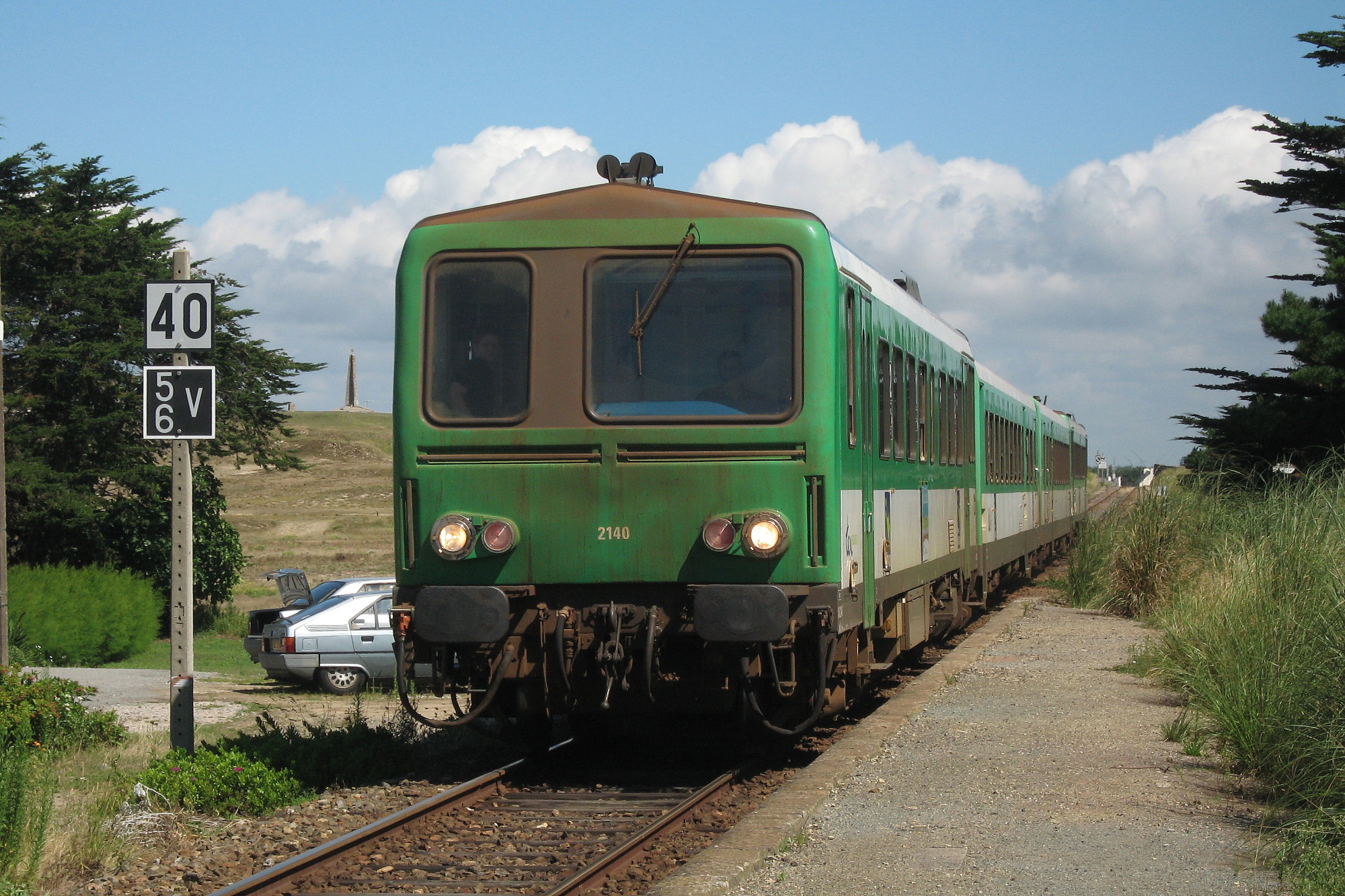
Un TER composé de quatre caisses dont deux X 2100 encadrant deux remorques XR 6100 arrive en gare de Kerhostin.

Il n'y a pas de station à Kerhostin le 24 juillet 1882, quand la Compagnie du chemin de fer de Paris à Orléans (PO) ouvre à l'exploitation la ligne d'Auray à Quiberon, embranchement de sa ligne de Savenay à Landerneau. Dès le mois d'août le Conseil général appuie, par l'émission d'un vœu, une demande de création d'une halte à « Kérostin », du fait de la proximité du Fort de Penthièvre et d'une plage « destinée à devenir une des plus belles stations balnéaires de la baie de Quiberon ». Le 13 décembre, le directeur de la Compagnie rejette cette demande du fait que cela ne fait que cinq mois que la ligne est ouverte et que le choix des stations a été fait après une enquête qui a permis de soupeser les divers intérêts en présence et qu'elle serait trop proche de la station de Saint-Pierre-Quiberon. Néanmoins le Conseil renouvelle son vœu avec les mêmes arguments.
Le 26 juin 1883, l'ingénieur en chef Orsel, chargé du contrôle pour l'État, répond que la dépense occasionnée ne pourrait être compensée par les recettes du fait d'une situation près d'un lieu qui n'est pas encore une grande station balnéaire mais seulement un village de 300 habitants. Le ministre des travaux publics décide, le 3 août, de refuser cette demande en adoptant l'avis du Comité consultatif des chemins de fer qui considère qu'il ne peut y avoir de halte au passage à niveau du fort de Penthièvre, du fait qu'il est situé sur une rampe à 7 ‰, et qu'il n'est pas non plus envisageable de l'établir au passage à niveau de « Kerostin » car elle serait seulement à 1 700 mètres de la station de Saint-Pierre-Quiberon.
Une halte provisoire à l'essai, dénommée « Kerostin », est mise en service le 1er juillet 1891 par la Compagnie du PO, elle est desservie par des trains légers. En 1892 l'arrêt est confirmé, il est ouvert seulement les dimanches et fêtes.
En 1910, la compagnie fait effectuer des travaux de réparation et de remise en état du bâtiment.
En 1927, le point d'arrêt devient une station avec la construction d'un petit local pour les voyageurs à côté de la maison du garde-barrière.

## Service des voyageurs

### Accueil

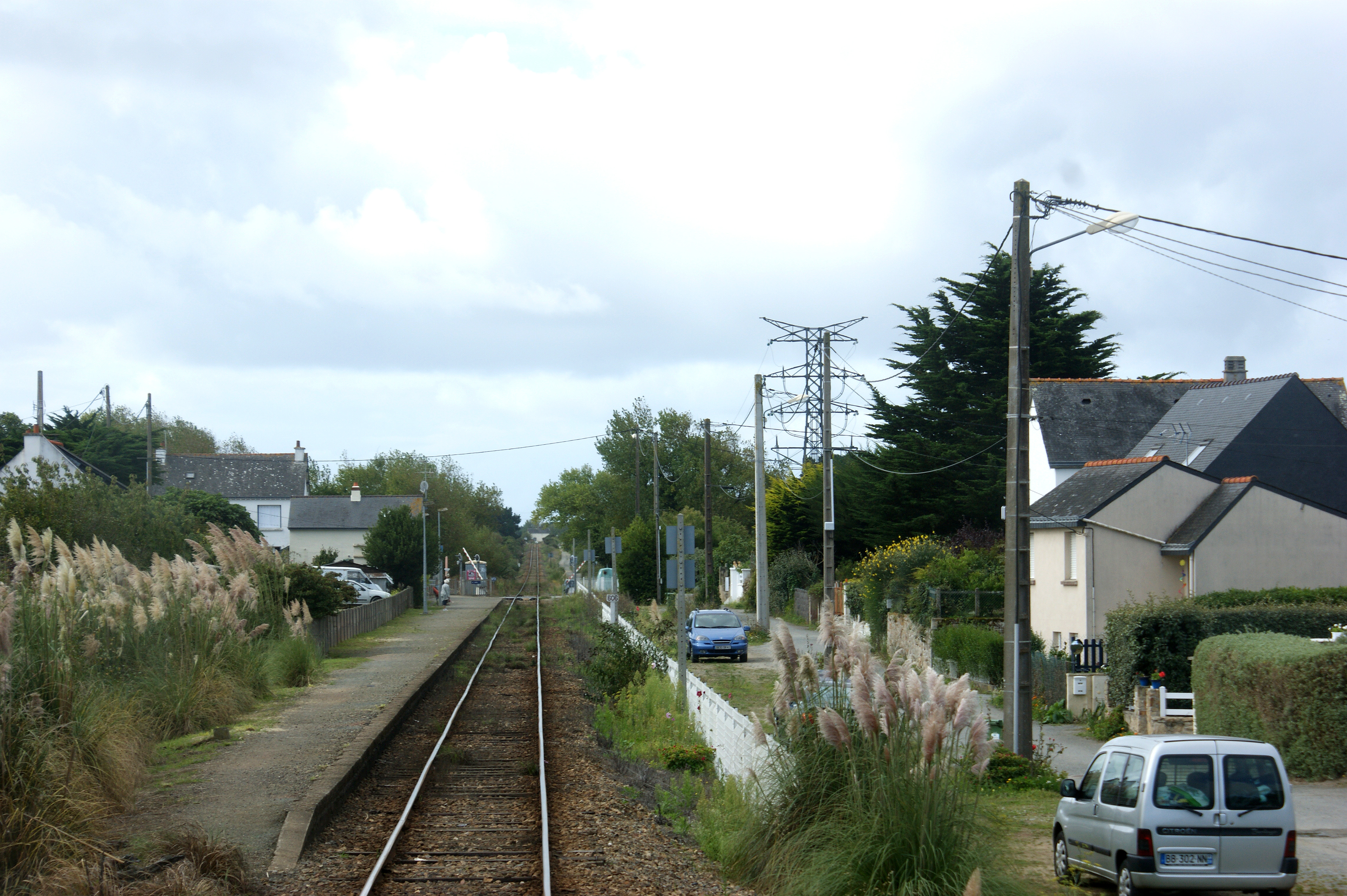
La halte vue du Tire-bouchon en 2011.

Halte SNCF, c'est un point d'arrêt non géré (PANG) à entrée libre.

### Desserte
Kerhostin est desservie par le « Tire-Bouchon » pendant la période estivale, à raison de plusieurs trains par jour pendant les mois de juillet et août et quelques week-ends en juin et septembre.

## Patrimoine ferroviaire
L'ancienne maison garde-barrière de la halte est devenue une habitation privée et le petit local voyageurs attenant, toujours présent, n'est plus utilisé pour le service ferroviaire.

## À proximité
Les plages sont à environ 300 mètres de la halte.